# Арагуая
Арагуая (на португалски: Rio Araguaia, Rio Araguaya) е река в Бразилия, в щатите Гояс, Мато Гросо, Токантинс и Пара, ляв приток на река Токантинс, от басейна на Амазонка. Дължината ѝ е 2627 km, а площта на водосборния басейн – 358 125 km² (46,86% от водосборния басейн на Токантинс).
Река Арагуая води началото си на 784 m н.в. от масива Сера ду Каяпо, разположен в централната част на Бразилското плато, в щата Гояс. С изключение на първите 30 km служи за граница между щатите Мато Гросо и Пара на запад, Гояс и Токантинс на изток. По цялото си протежение тече предимно в северна посока по Бразилското плато. В средното си течение се разделя на два ръкава – Брасу Майор (западен) и Брасу Минор (източен), образувайки най-големия в света речен остров Бананал (площ 19 162 km, дължина над 300 km, ширина до 100 km). Районите преди него и самият остров са заети от огромни заблатени пространства. В долното си течение Арагуая се превръща в голяма и мощна река с ширина на коритото около 1600 m. Тук тя образува поредица от бързеи и прагове (най-голям Санта Изабел), възпрепятстващи корабоплаването. Влива се отляво в река Токантинс, от басейна на Амазонка, на 90 m н.в., на около 30 km източно от град Мараба.
Основни притоци: леви – Гарсас (310 km), Рио Кристалино,  Рио Мансо (Мортис, 1200 km, най-голям приток), Тапирапе, Сантана, Араяс; десни – Каяпо, Рио Клара, Рио Вермелю, Пейши, Кришас Асу, Коку. Пълноводието ѝ е през лятото (от ноември до март) в периода на дъждовете. През зимата (от юни до септември), по време на сухия сезон е маловодна. Среден годишен отток в устието 6420 m³/s. Плавателна е плитко газещи речни съдове по време на пълноводието, но само в средното си течение на протежение около 1300 km.